# Ракитянський район
Ракитянський район — адміністративна одиниця Росії, Бєлгородська область. До складу району входять одне місто і 11 сільських поселень.
Адміністративний центр — місто Ракитне.

## Географія
Район розташовано у північно-західній частині Бєлгородської області. На півночі межує з Біловським районом Курської області, на заході — із Красноярузьким, на північному сході — з Івнянським, на сході — з Яковлевським, на півдні — з Борисовським, на південному заході — з Грайворонським районами Бєлгородської області. Площа району — 900,9 км².
Річки: Ворскла, Готня.

## Історія
Ракитянський район з центром у селі Рокитне було утворено 30 липня 1928 року. В 1928—1934 роках район входив до складу Центрально-Чорноземної області, з 1934 — Курської, з 1954 — Бєлгородської областей.